# Чурсин, Юрий Анатольевич
Ю́рий Анато́льевич Чурси́н (род. 11 марта 1980, Приозёрск, Джезказганская область (с 1997 года — Карагандинская область), Казахская ССР, СССР) — российский актёр театра и кино.

## Биография
Родился 11 марта 1980 года в городе Приозёрске Джезказганской области (с 1997 года — Карагандинская область) Казахской ССР, в семье военнослужащего.
В 1997 году окончил лицей № 17 города Химки Московской области.
В 2001 году окончил актёрский факультет Высшего театрального училища имени Б. В. Щукина (художественный руководитель курса — Юрий Вениаминович Шлыков) и был принят в труппу Государственного академического театра имени Е. Б. Вахтангова, где играл в спектаклях «Ночь игуаны» Теннесси Уильямса (Панчо), «Король-олень» Карло Гоцци (Леандро), «За двумя зайцами» Михаила Старицкого (Будочник), «Король Лир» Уильяма Шекспира (Эдгар), «Отелло» Уильяма Шекспира (Родриго), «Ревизор» Н. В. Гоголя (Ляпкин-Тяпкин) и других. Ушёл из театра в 2005 году.
В 2002 году играл Виктора в спектакле Московского драматического театра имени А. С. Пушкина «Откровенные полароидные снимки» по пьесе британского драматурга Марка Равенхилла, поставленном Кириллом Серебренниковым.
В 2005 году был приглашён в труппу Московского Художественного театра имени А. П. Чехова на роль Алексея Буланова в спектакле «Лес» по одноимённой пьесе А. Н. Островского в постановке Кирилла Серебренникова. В МХТ имени А. П. Чехова был занят также в спектаклях «Чайка» А. П. Чехова (Треплев), «Примадонны» Кена Людвига (Лео), «Господа Головлёвы» М. Е. Салтыкова-Щедрина (Петенька), «Человек-подушка» Мартина Макдонаха (Ариэл). Покинул труппу МХТ летом 2014 года и до 2021 года не играл в театре, полностью переключившись на кино и сериалы.
В 2021 году вновь играет в театре: в сентябре он вернулся в спектакль Кирилла Серебренникова «Лес» (знаковая для актёра роль Буланова стала его дебютом на мхатовской сцене в конце 2004 года), а затем исполнил заглавную роль в спектакле Евгения Писарева «Кинастон» (Театр Олега Табакова) — ранее её играл Максим Матвеев. «Звезда вашего периода» в МХТ стала для Чурсина первой за 12 лет «полноценной» театральной премьерой.
В 2009 году дебютировал на телевидении в юмористическом телешоу «Чета Пиночетов» на телеканале «НТВ».
Снялся в художественных фильмах «Изображая жертву» (2006), «Контракт на любовь» (2007), «Мафия: Игра на выживание» (2016), «За гранью реальности» (2018), а также в телесериалах «Неудача Пуаро» (2002), «Хиромант» (2005), «Хиромант-2. Линии судеб» (2008), «Химик» (2010), «Побег» (2010), «Мосгаз» (2012), «Палач» (2014), «Молодая гвардия» (2015), «Паук» (2015), «Шакал» (2016), «Чёрная кошка» (2016) и других.

## Роли в театре

#### Государственный академический театр имени Е. Б. Вахтангова
- «Сказка» — Берлин, молодой человек
- «Король-олень» Карло Гоцци (режиссёр — Григорий Дитятковский) — Леандро
- «Лир» Уильяма Шекспира (режиссёр — Владимир Мирзоев) — Эдгар, сын графа Глостера
- 2001 — «Принцесса Турандот» Карло Гоцци (постановка — Евгений Вахтангов, возобновил постановку — Рубен Симонов; премьера — 1996 год) — слуга просцениума
- 2001 — «За двумя зайцами» Михаила Старицкого (режиссёр — Александр Горбань; премьера — 28 октября 1997 года) — Будочник
- 2001 — «Отелло» Уильяма Шекспира (режиссёр — Евгений Марчелли; премьера — 2000 год) — Родриго, венецианский дворянин
- 2001 — «Ночь игуаны» Теннесси Уильямса (премьера — 2001 год) — Панчо
- 2002 — «Ревизор» Н. В. Гоголя (режиссёр — Римас Туминас) — Амос Фёдорович Ляпкин-Тяпкин, судья
- 2002 — «Царская охота» Леонида Зорина (режиссёр — Владимир Иванов) — Бониперти, секретарь княжны Елизаветы Таракановой
- 2003 — «Фредерик, или Бульвар преступлений» Эрика-Эммануэля Шмитта (режиссёр — Николай Пинигин; премьера — 8 февраля 2003 года) — Паризо, актёр
- 2003 — «Калигула» по пьесе Альбера Камю (режиссёр — Павел Сафронов) — Сципион, молодой поэт

#### Московский драматический театр имени А. С. Пушкина(2002—2021)
- 2002 — «Откровенные полароидные снимки» Марка Равенхилла (режиссёр — Кирилл Серебренников) — Виктор, стриптизёр-гомосексуалист, страдающий комплексом нарциссизма
- 2021 — «Эмигранты» Славомира Мрожека (режиссёр — Юрий Муравицкий) — АА

#### Московский театр-студия под руководством Олега Табакова
- «Идиот» Ф. М. Достоевского (автор инсценировки и режиссёр — Александр Марин; премьера — 20 января 1999 года) — Гаврила (Ганя) Ардалионович Иволгин, амбициозный чиновник среднего класса
- 2008 (по настоящее время) — «Старший сын» Александра Вампилова (режиссёр — Константин Богомолов; премьера — 13 ноября 2008 года) — Владимир Бусыгин, студент медицинского института, «старший сын» Сарафанова[5][6]
- 2021 — «Кинастон» по пьессе Джеффри Хэтчера (режиссёр — Евгений Писарев; премьера — 3 ноября 2020 года) — Эдвард Кинастон (актёр, игравший женские роли во времена, когда женщинам было запрещено играть в театре)[7] (ввод)

#### Московский Художественный театр имени А. П. Чехова(2005—2022)
- 2005 — «Лес» Александра Островского (режиссёр — Кирилл Серебренников) — Алексей Сергеевич Буланов, молодой человек, недоучившийся в гимназии
- 2005 — «Господа Головлёвы» Михаила Салтыкова-Щедрина (режиссёр — Кирилл Серебренников) — Петенька, сын Порфирия Владимировича Головлёва (Иудушки)
- «Чайка» А. П. Чехова (режиссёр — Олег Ефремов) — Константин Гаврилович Треплев, сын Ирины Аркадиной (ввод)
- 2006 — «Примадонны» Кена Людвига (режиссёр — Евгений Писарев) — Лео
- 2007 — «Человек-подушка» Мартина Макдонаха (режиссёр — Кирилл Серебренников; премьера — 1 сентября 2007 года) — Ариэл, полицейский
- 2009 — «Пиквикский клуб» Чарльза Диккенса (режиссёр — Евгений Писарев) — Джингль
- 2021 — «Звезда вашего периода» Билли Уайлдера (режиссёр — Рената Литвинова) — Миша Мышкин
- 2022 — «Сирано де Бержерак» Эдмона Ростана (режиссёр — Егор Перегудов) — Сирано де Бержерак

## Фильмография

#### Фильмы
1. 2006 — Игра в шиндай — Ник (Николай), вернувшийся из эмиграции в США репортёр
2. 2006 — Изображая жертву — Валя, выпускник университета, подрабатывающий в милиции, изображая жертв преступлений во время следственных экспериментов
3. 2007 — Запах жизни — Александр
4. 2007 — Контракт на любовь — молодой режиссёр
5. 2007 — Третий лишний (Украина) —  Сергей Владимирович, любовник Веры
6. 2009 — Короткое замыкание (новелла № 5 «Поцелуй креветки») — парень в костюме креветки
7. 2010 — Глухарь в кино — Дмитрий («Щука»)
8. 2011 — Суперменеджер, или Мотыга судьбы — Егор Ромашов, старший брат Никиты, эффективный менеджер
9. 2012 — Бригада: Наследник — «Бесо», подручный «Шведа», главаря бандитской группировки
10. 2016 — Мафия: Игра на выживание — Константин («Провидец»), сотрудник психологической телеигры «Мафия»
11. 2016 — Хит — Григ
12. 2018 — За гранью реальности — Кевин, гипнотизёр, член команды Майкла
13. 2019 — Любовницы — поп-звезда Макс
14. 2019 — Гости — Андрей
15. 2019 — Здравствуй, сестра — Андрей
16. 2019 — Внутренний огонь — гей Модест
17. 2021 — Кто-нибудь видел мою девчонку? — Максим
18. 2022 — Красная Шапочка — Харди
19. 2022 — День слепого Валентина — Иван Давыдов
20. 2022 — Русская жена — Евгений
21. 2022 — Этерна: Часть первая — Рокэ Алва, полководец, первый маршал Талига, Повелитель Ветров и герцог провинции Кэналлоа
22. 2023 — Хоккейные папы — Игорь

#### Телесериалы
1. 2002 — Неудача Пуаро — Джеффри Реймонд, секретарь Роджера Экройда
2. 2002 — 2003 — Трое против всех — Юрий Хавкин-младший
3. 2005 — Клоунов не убивают — Артём
4. 2005 — Авантюристка (фильм № 1 «Смерть в наследство») — Антуан (в молодости)
5. 2005 — Хиромант — Сергей Рябинин («Хиромант»)
6. 2006 — Из пламя и света — Михаил Юрьевич Лермонтов, русский поэт
7. 2006 — Билет в гарем — Алексей Викентьев («Дипломат»), бандит
8. 2007 — Частный заказ — Игорь Залесский
9. 2010 — Химик — Дмитрий Горюнов («Химик»)
10. 2010 — 2012 — Побег — Алексей Викторович Чернов («Малёк»), инженер в одной из строительных компаний (прототип — Майкл Скофилд)
11. 2012 — Кремень — «Лис», друг Шаманова
12. 2012 — Мосгаз — Станислав Петрович Шелест, художник
13. 2013 — Доктор смерть — Егор Тюльпанов, кардиохирург
14. 2013 — Три мушкетёра — Атос (граф де Ла Фер), мушкетёр короля Франции
15. 2014 — Палач — Станислав Петрович Шелест, художник
16. 2014 — 2015 — Степные волки — Иван Волков («Кот»), сын Лидии Степановны, член банды «Степные волки».(прототип Владимир Алексеев/Беспредел)
17. 2014 — Схватка — Евгений Иванович Кузнецов («Гармонист»), вампир
18. 2015 — Молодая гвардия — Иван Туркенич, в титрах указан как «Артист»
19. 2015 — Паук — Станислав Петрович Шелест, художник
20. 2016 — Карина Красная — Александр Кобзарев (Кобзарь), вор-домушник
21. 2016 — Проклятие спящих — Алексей Витальевич Тихонов, художник
22. 2016 — Чёрная кошка — «Пашка Америка» (Павел Константинович Андреев), главарь банды.(прототип Вячеслав Лукин)
23. 2016 — Шакал — Станислав Петрович Шелест, художник
24. 2017 — Вы все меня бесите (серия № 16) — Александр, менеджер выставки-продажи мехов
25. 2017 — Динозавр — Ростислав Нырков
26. 2017 — Волшебник — Андрей Гончаров
27. 2018 — Операция «Сатана» — Стас Шелест, художник
28. 2018 — Мятеж — Николай Крушевский
29. 2019 — Фантом — Павел Алпатов
30. 2019 — Формула мести — Стас (Станислав Петрович) Шелест, художник
31. 2019 — Больше, чем любовь — Артём
32. 2019 — Содержанки — Филипп Краснов
33. 2021 — Клиника счастья — Гарри Свет
34. 2021 — Ку-Ку — Яша
35. 2021 — Русская жена — Евгений
36. 2021 — Абсурд / Absurd — Алик
37. 2021 — Сказки Пушкина. Для взрослых — Додон
38. 2021 — Угрюм-река — Андрей Протасов, инженер
39. 2021 — Собор — Даниэль
40. 2021 — Моя большая тайна — Дмитрий Евгеньевич, психолог в МДА
41. 2021 — Инсомния — Юрий Шталь в молодости
42. 2022 — Пассажиры. Последняя любовь на Земле — Виктор
43. 2022 — Чайки — Александр Александрович Родионов, волейбольный тренер
44. 2022 — Абсурд — Альберт («Алик Альфонс»), брачный аферист
45. 2022 — Больше, чем любовь — Артём
46. 2022 — Amore More — Сергей
47. 2022 — Союз Спасения. Время Гнева — Александр Иванович Чернышёв
48. 2022 — Мёрзлая земля — Андрей Фёдорович Орлов, старший следователь по особо важным делаи.
49. 2022 — Чёрное солнце — майор Игорь Жук
50. 2023 — Жить жизнь — Стас
51. 2023 — Недетское кино — отец Таисии
52. 2023 — Безбашенная — Герман
53. 2025 — Этерна — Рокэ Алва
54. 2025 — Александр I — Наполеон Бонапарт
55. 2025 — Атом — Игорь Курчатов

### Участие в рекламе
1. 2017 — «Faberlic. Эликсир молодости» (реж. Рената Литвинова)

## Признание и награды
- 2005 год — лауреат молодёжной премии «Триумф»[3].
- 2005 год — лауреат театральной премии газеты «Московский комсомолец» сезона 2004—2005 годов (начинающие) в номинации «Лучшая мужская роль» — за роль Буланова в спектакле «Лес» на сцене МХТ имени А. П. Чехова[3].
- 2006 год — лауреат фестиваля «Виват, кино России!» в Санкт-Петербурге в номинации «Лучший исполнитель мужской роли в сериалах» — за роль Сергея Рябинина в телесериале «Хиромант» (2005).
- 2006 год — театральная премия «Чайка» в номинации «Лучший актёрский дуэт» (совместно с Дмитрием Дюжевым) — за роль Лео в спектакле «Примадонны» на сцене МХТ имени А. П. Чехова.
- 2007 год — театральная премия «Чайка» в номинации «Лучший актёрский ансамбль» (вместе с другими создателями спектакля) — за роль Ариэла в спектакле «Человек-подушка» («The Pillowman») на сцене МХТ имени А. П. Чехова.
- 2007 год — приз за лучшую мужскую роль на XIII российском кинофестивале «Литература и кино» в городе Гатчине — за роль в художественном фильме «Изображая жертву» (2006) режиссёра Кирилла Серебренникова, снятого по одноимённой пьесе братьев Пресняковых[8].
- 2007 год — звание «Актёр года» по версии журнала «GQ» (Россия)[9].
- 2008 год — лауреат премии Благотворительного фонда Олега Табакова «За способность открывать новые возможности актёрского искусства в познании причудливых извивов человеческой психики» (в числе всех создателей спектакля) — за роль Ариэла в спектакле «Человек-подушка» («The Pillowman») на сцене МХТ имени А. П. Чехова[3].
- 2009 год — лауреат премии «Звезда театрала» в категории «Лучший ансамбль» (совместно с Андреем Фоминым, Сергеем Сосновским, Евгением Миллером, Яной Сексте) — за работу в спектакле «Старший сын» по пьесе Александра Вампилова режиссёра Константина Богомолова на сцене Московского театра-студии под руководством Олега Табакова[6].
- 2010 год — номинация в категории «Лучшая роль» в конкурсе спектаклей драматического театра (спектакль малой формы) на российскую театральную премию «Золотая маска» — за роль Владимира Бусыгина в спектакле «Старший сын» по пьесе Александра Вампилова режиссёра Константина Богомолова на сцене Московского театра-студии под руководством Олега Табакова.
- 2022 год — лауреат премии зрительских симпатий «Звезда театрала» в номинации «Лучшая мужская роль» — за роль Сирано де Бержерака в спектакле «Сирано де Бержерак», МХТ им. Чехова[10].